# Theroscopus rufulus
Theroscopus rufulus är en stekelart som först beskrevs av Gmelin 1790.  Theroscopus rufulus ingår i släktet Theroscopus och familjen brokparasitsteklar. Arten är reproducerande i Sverige. Inga underarter finns listade i Catalogue of Life.